# Cataglyphis adenensis
Cataglyphis adenensis é uma espécie de inseto do gênero Cataglyphis, pertencente à família Formicidae.